# Douglas County (Nebraska)
Douglas County is een county in de Amerikaanse staat Nebraska.
De county heeft een landoppervlakte van 857 km² en telt 463.585 inwoners (volkstelling 2000). De hoofdplaats is Omaha.

## Bevolkingsontwikkeling

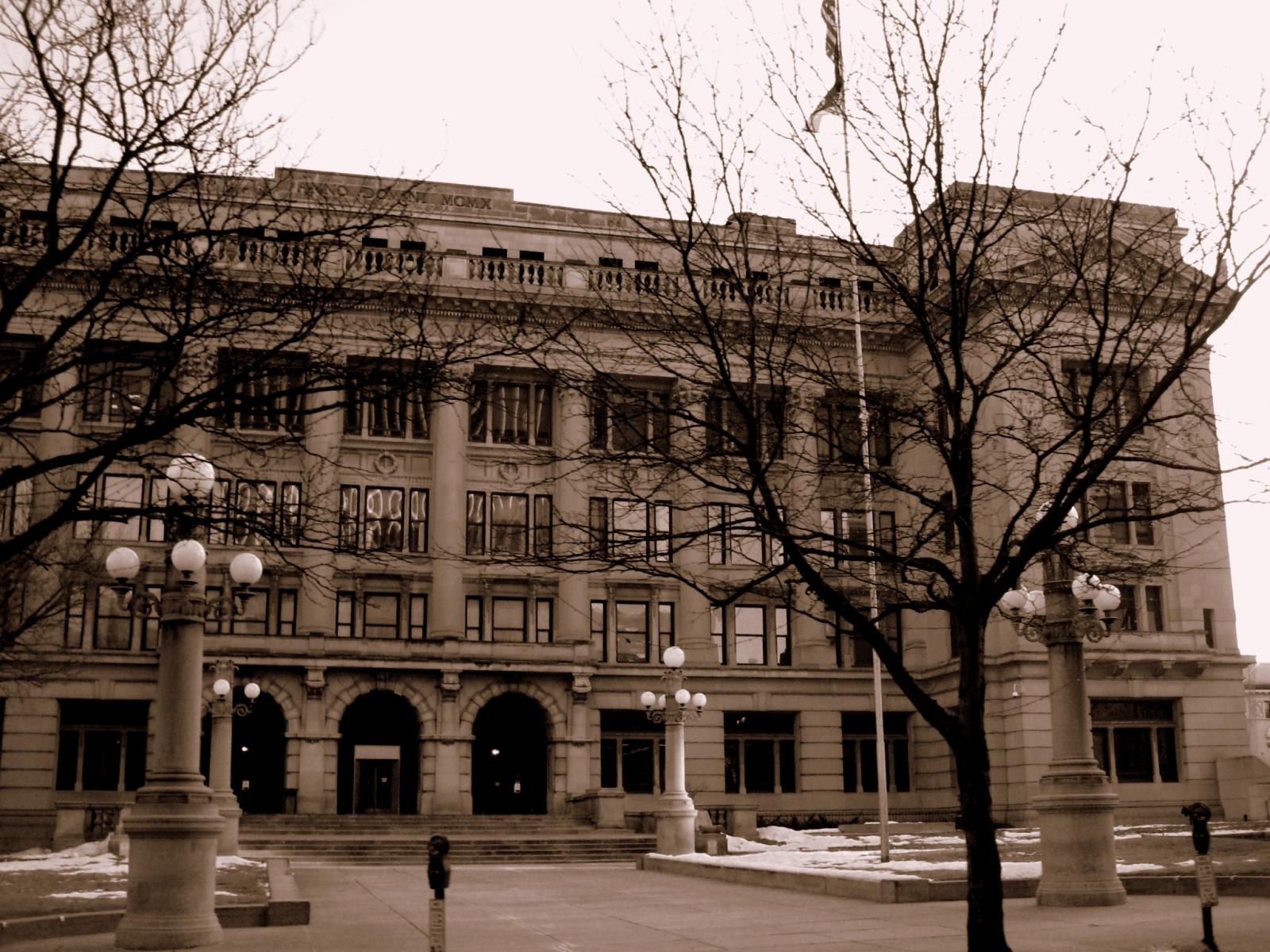
Douglas County Courthouse